# Escaladă la Jocurile Olimpice de vară din 2024
Probele sportive de escaladă la Jocurile Olimpice de vară din 2024 s-au desfășurat în perioada 5-10 august 2024 la Le Bourget Sport Climbing din Saint-Denis, Franța. Numărul total al probelor cu medalii s-a dublat de la două la ediția precedentă, separând tandemul boulder-and-lead de formatul de viteză. În plus, la Paris 2024 numărul de cățărători sportivi care au concurat, spre deosebire de Tokyo 2020, s-a mărit de la 40 la 68.

## Medaliați
| Categorie                   | Aur                                 | Argint                                             | Bronz                                         |
| Combinata masculină Detalii | Toby Roberts · Marea Britanie (GBR) | Sorato Anraku · Japonia (JPN)                      | Jakob Schubert · Austria (AUT)                |
| Viteză masculin Detalii     | Veddriq Leonardo · Indonezia (INA)  | Wu Peng · China (CHN)                              | Sam Watson · Statele Unite ale Americii (USA) |
| Combinata feminină Detalii  | Janja Garnbret · Slovenia (SLO)     | Brooke Raboutou · Statele Unite ale Americii (USA) | Jessica Pilz · Austria (AUT)                  |
| Viteză feminin Detalii      | Aleksandra Mirosław · Polonia (POL) | Deng Lijuan · China (CHN)                          | Aleksandra Kałucka · Polonia (POL)            |

## Clasament pe medalii
| Loc   | Țară                       | Aur | Argint | Bronz | Total |
| ----- | -------------------------- | --- | ------ | ----- | ----- |
| 1     | Polonia                    | 1   | –      | 1     | 2     |
| 2     | Marea Britanie             | 1   | –      | –     | 1     |
| 2     | Indonezia                  | 1   | –      | –     | 1     |
| 2     | Slovenia                   | 1   | –      | –     | 1     |
| 5     | China                      | –   | 2      | –     | 2     |
| 6     | Statele Unite ale Americii | –   | 1      | 1     | 2     |
| 7     | Japonia                    | –   | 1      | –     | 1     |
| 8     | Austria                    | –   | –      | 2     | 2     |
| Total | Total                      | 4   | 4      | 4     | 120   |